# Saturnia roseofasciata
Saturnia roseofasciata är en fjärilsart som beskrevs av Sageder. 1933. Saturnia roseofasciata ingår i släktet Saturnia och familjen påfågelsspinnare. Inga underarter finns listade.